# Marian Rzeźnicki
Marian Rzeźnicki ist ein ehemaliger polnischer Radrennfahrer.

## Sportliche Laufbahn
Rzeźnicki war im Straßenradsport aktiv. 1939 wurde er hinter Bolesław Napierała Zweiter der Polen-Rundfahrt. 1947 wurde er in der ersten Austragung dieses Radrennens nach dem Zweiten Weltkrieg Dritter. 1937 und 1948 gewann er jeweils eine Etappe der Rundfahrt. 1948 wurde er Sechster der Friedensfahrt auf dem Kurs von Warschau nach Prag. 1949 gewann er eine Etappe der Internationalen Friedensfahrt. In der Gesamtwertung wurde Rzeźnicki 14.